# Prom Pact
Prom Pact è un film per la televisione del 2023 diretto da Anya Adams.

## Trama
Mentre ci sono i preparativi per il ballo di fine anno, la liceale Mandy si concentra unicamente sul suo vero e grande obiettivo: essere ammessa ad Harvard. Temendo di rimanere per sempre nella lista d'attesa del prestigioso ateneo, Mandy chiede aiuto al popolare atleta Graham, il cui padre, un senatore, è andato ad Harvard. In cambio del suo aiuto, Mandy dovrà dare ripetizioni di psicologia a Graham per impedire che venga bocciato. Tra i due si instaura un rapporto speciale influenzato da Ben Plunkett, un amico di Mandy. 

## Produzione
Nel febbraio 2022 è stato annunciato che la Disney Branded Television avrebbe sviluppato una nuova commedia romantica per Disney+, intitolata Prom Pact e con Peyton Elizabeth Lee e Milo Manheim nel cast. Il mese dopo si sono uniti al cast anche Margaret Cho e Wendi McLendon-Covey.
Le riprese principali si sono svolte a Vancouver tra il marzo e l'aprile 2022.

## Promozione
Il primo trailer è stato diffuso il 24 febbraio 2023.

## Distribuzione
Il film ha esordito su Disney Channel il 30 marzo 2023, prima di essere reso disponibile globalmente su Dinsey+ il giorno seguente.

## Accoglienza
L'aggregatore di recensioni Rotten Tomatoes riporta l'89% di recensioni positive, con un punteggio medio di 7,2 su 10. Ha ricevuto complimenti per la protagonista tridimensionale e femminista, nonché per l'omaggio ai teen-movies degli anni 1980, ma è stato fortemente criticato per l'uso di comparse extra in CGI realizzate con l'aiuto dei deepfake